# Heidi Schüller
Heidi Schüller (Passau, 15 juni 1950) is een atleet uit Duitsland.
Tijdens de Olympische Zomerspelen van München in 1972 sprak Schüller tijdens de openingsceremonie de Olympische eed uit. Zij was de eerste vrouw die deze eer ten deel viel.
Daarbij nam zij op deze Olympische Zomerspelen van München deel aan de 100 meter horden en het verspringen. Bij het verspringen eindigde ze op de vijfde plaats.
Schüller was opgeleid als arts, en na de Zomerspelen van München ontwikkelde zij zich als een scherp criticus op het topsport-beleid van sportartsen en functionarissen. Ze schreef een aantal boeken waarin die kritiek naar voren kwam.
- Gemeinsame Normdatei: 172400139
- International Standard Name Identifier: 0000 0003 7006 7465
- Library of Congress Control Number: n93078163
- Nationale Bibliotheek van Tsjechië: jn20010602814
- Virtual International Authority File: 245479406
- WorldCat: E39PBJdGKfhJbpwWY9YmkXmcfq